# The Black Knight (film)
The Black Knight is een Britse avonturenfilm uit 1954 onder regie van Tay Garnett. Destijds werd de film in Nederland en Vlaanderen uitgebracht onder de titel De zwarte ridder.

## Verhaal
John is een wapensmid in Camelot. Hij wordt verliefd op Linet, de dochter van de graaf van Yeonil. Hij vermomt zich als zwarte ridder en kan op die manier een samenzwering verijdelen tegen koning Arthur.

## Rolverdeling
| Acteur            | Personage          |
| ----------------- | ------------------ |
| Alan Ladd         | John               |
| Patricia Medina   | Linet              |
| André Morell      | Sir Ontzlake       |
| Harry Andrews     | Graaf van Yeonil   |
| Peter Cushing     | Sir Palamides      |
| Anthony Bushell   | Koning Arthur      |
| Laurence Naismith | Hofmeester         |
| Patrick Troughton | Koning Mark        |
| Bill Bandon       | Bernard            |
| Ronald Adam       | Abt                |
| Basil Appleby     | Sir Hal            |
| Thomas Moore      | Leerjongen         |
| Jean Lodge        | Koningin Guinevere |
| Pauline Jameson   | Lady Yeonil        |
| John Kelly        | Houthakker         |